# 賈朗達爾縣
賈朗達爾縣（Jalandhar district）是印度西北部旁遮普邦的一個縣，面積2,624平方公里，2011年人口2,193,590，相当于拉脱维亚的人口，人口密度每平方公里836人，識字率為82.48%。

## 外部連結
- Official website of Jalandhar district （页面存档备份，存于）
- Public blog on Jalandhar （页面存档备份，存于）